# Shining (EP)
Shining (dt. Strahlend) ist die erste EP der japanischen Sängerin Crystal Kay. Das Album wurde am 28. November 2007 in Japan veröffentlicht und debütierte in der ersten Woche auf Platz 21 mit 6.050 verkauften Einheiten in den Oricon-Charts in Japan.

## Details zum Album
Das Titellied Shining wurde als Titelmelodie für Parco's X*MAS TV-Werbung, in der Crystal Kay mitspielt, verwendet. Der Titel No More Blue Christmas ist ein Cover von der Sängerin Natalie Cole, welcher 1994 zum ersten Mal aufgenommen wurde. Außerdem war No More Blue Christmas auch schon auf Kay's englischsprachigen Album Natural: World Premiere Album, welches sie 2003 veröffentlichte. Happy 045 Xmas wurde 2005 im digitalen Format veröffentlicht. Die EP hat ein weihnachtliches Thema und daher kamen die Erstauflagen mit einer Grußkarte.
- Katalognummer: ESCL-3050[3]

## Titelliste
| #  | Titel                                            | Übersetzung                  | Länge |
| -- | ------------------------------------------------ | ---------------------------- | ----- |
| 1. | Shining                                          | Strahlend                    | 4:47  |
| 2. | Snowflake                                        | Schneeflocke                 | 4:26  |
| 3. | Happy 045 Christmas                              | Glückliche 045 Weihnachten   | 4:00  |
| 4. | No More Blue Christmas' (Cover von Natalie Cole) | Kein blaues Weihnachten mehr | 4:32  |
| 5. | Shining (Jazztronik Remix)                       | Strahlend                    | 5:41  |

## Verkaufszahlen und Charts-Platzierungen

### Charts
| Charts                           | Positionen |
| -------------------------------- | ---------- |
| Tägliche Oricon Album-Charts     | 16         |
| Wöchentliche Oricon Album-Charts | 21         |

### Verkäufe
| Charts                           | Erste Woche | Insgesamt | Charts-Aufenthalt |
| -------------------------------- | ----------- | --------- | ----------------- |
| Wöchentliche Oricon Album-Charts | 6.050       | 11.861    | Vier Wochen       |